# NIMBY
NIMBY é um acrônimo em inglês para a expressão Not In My Back Yard, que significa "não em meu quintal". É usada para descrever a oposição a certos projetos polêmicos ou que possam ser prejudiciais ao entorno (como construção ou expansão de estruturas ou zonas tais como aeroportos, uma estrada movimentada, um grande centro comercial ou um aterro sanitário). O termo é também encontrado junto com o seu oposto YIMBY (Yes In My Back Yard; "sim no meu quintal) como um duo (NIMBY / YIMBY) sugerindo a escolha em dada situação.
Tais projetos são no geral benéficos para os habitantes da cidade ou região como um todo, mas que encontram grande resistência por parte dos habitantes que vivem próximos à área relacionada com o projeto, ou outros grupos menos locais, como ambientalistas, por causa dos problemas relacionados com tal projeto. Um aeroporto, por exemplo, causará poluição sonora aos habitantes que vivem próximo à área designada para sua construção, bem como atrairá veículos, que causará ou agravará o problema da poluição atmosférica na região.
Em países lusófonos a expressão é praticamente desconhecida, embora fenômenos similares ocorram. No Brasil, especificamente, verifica-se uma versão do caso ligado a interesses de segregação socioespacial: tal fato vem sendo observado em municípios nos quais tem havido uma demanda social pela aplicação de instrumentos do Estatuto das Cidades, o que reflete um possível conflito de classes próprio da realidade urbanística local. Verificou-se, por exemplo, que a população do bairro da Mooca, na cidade de São Paulo, mobilizou-se no sentido de evitar a implantação de zonas de interesse social no contexto do novo plano diretor da cidade.